# Glaucinaria poitaei
Glaucinaria poitaei är en lavart som först beskrevs av Fée, och fick sitt nu gällande namn av A. Massal. Glaucinaria poitaei ingår i släktet Glaucinaria och familjen Graphidaceae.   Inga underarter finns listade i Catalogue of Life.